# Chiesa di San Bernardino (Ponte Nossa)
La chiesa di San Bernardino è un edificio religioso situato tra la strada provinciale e il fiume Serio nel paese di Ponte Nossa in Valle Seriana, in provincia di Bergamo.

## Storia e descrizione
Il corpo della struttura è dato dalla fusione di due chiese addossate e molto simili tra loro. Le due chiese erano dedicate a san Bernardino da Siena e a san Carlo Borromeo. Dagli atti della visita pastorale del 9 luglio 1779 del vescovo Giovanni Paolo Dolfin, risulta che le chiese fossero ancora due e ben distinte. Esistono quindi due ingressi e due navate, le quali sono a loro volta suddivise in quattro campate. Nella navata di sinistra, leggermente più alta, vi sono alcune interessanti opere d'arte, quali le tele raffiguranti L'ultima cena e La Vergine con santi, nonché il presbiterio della chiesa; in quella di destra si trova invece l'altare del Suffragio con la pala Madonna con Bambino. Nella parete di fondo è infine collocata la statua di san Bernardino che, in occasione della ricorrenza patronale, viene portata in solenne processione per le vie del paese, tra cui quella al santo titolata, dai volontari della protezione civile di Ponte Nossa, accompagnati musicalmente dal "Corpo Musicale Carlo Cremonesi".

## Tradizioni

### Il falò
Correlata alla festività religiosa vi è la tradizione del "falò di San Bernardino" nella quale si bruciano le cosiddette eresie. I festeggiamenti si svolgono il primo fine settimana successivo al 20 maggio, giorno in cui si commemora San Bernardino. Nei giorni precedenti all'evento la Protezione Civile del paese raccoglie legna, carta e stracci, ammucchiando il tutto in un punto a fianco del ponte attiguo alla chiesetta. La sera della vigilia, il sabato, al termine della solenne processione, seguita dalla santa messa solenne animata dalla "Corale Merati Cremonesi", corale del paese, Viene dato fuoco al materiale in un grande falò, a cui poi vengono accompagnati un esorbitante spettacolo pirotecnico rispecchiato sul fiume e il concerto bandistico del "Corpo musicale Carlo Cremonesi", corpo musicale e bandistico del paese.